# Marie Howet
Marie Howet   (Libramont-Chevigny, 24 de març de 1897 - Bouillon, 24 de març de 1984) va ser una pintora expressionista belga.

## Biografia
Marie Howet va començar a dibuixar als 16 ans i va ingressar a l'Acadèmia de Belles Arts de Brussel·les el 1913. Només hi va romandre deu mesos i després va marxar a París per assistir a l'École des Beaux-arts. El 1922, als 25 ans guanyar el Premi de Roma de pintura de Bèlgica . També va ser la primera dona a ser tan distingida.
Marie Howet és coneguda pel seu retrat de Jules i Marie Destrée i com a artista llatina (segons la seva pròpia expressió) de les Ardenes. Per a l'artista, el retrat constitueix el millor element d'estudi, el més ric, i també el més difícil. Li permet aprendre. Hi ha la recerca del to corresponent a la imatge del subjecte i també la semblança. Els centenars de retrats pintats al llarg de la seva carrera semblen confirmar aquest aspecte.

## Col·leccions públiques
- Arlon, museu Gaspar, col·lecció de l'Institut Arqueològic de Luxemburg, dibuix, olis, aquarel·les.[4]
- Libramont-Chevigny, fons municipal guardat a la casa de l'artista, seu de l'Oficina de Turisme.